# Chiuppano
Chiuppano (Ciupàn in veneto) è un comune italiano di 2 523 abitanti della provincia di Vicenza in Veneto.

## Geografia fisica
Situato allo sbocco della Val d'Astico il territorio comunale di Chiuppano è delimitato a nord dal torrente Astico, che segna profondamente il confine con Caltrano, e ad est dalle colline delle Bregonze; divide con Piovene Rocchette e con Carrè il tratto di pianura alluvionale posta fra il Monte Summano e le colline delle Bregonze; è solcato nel versante nord dalla Val Vaccara, affluente di destra dell'Astico, con acqua perenne.
In pianura il paesaggio agreste di un tempo è stato da alcuni decenni cancellato dal sorgere di case e di giganteschi capannoni. La collina invece mantiene ancora la primitiva fisionomia con i suoi casolari e il suo verde. I boschi, in particolare, con un'area piuttosto estesa dominata dal carpino nero, dalla robinia e dal castagno, occupano quasi tutto il versante nord delle Bregonze e qualche parte di Grumo Alto.

## Origini del nome
Il nome deriva da un fundus Cleppianus in riferimento a possedimenti di epoca romana, come emerge anche da ritrovamenti dello stesso periodo.

## Storia

### Epoca antica
Nel passato Chiuppano è stato un punto accessibile per congiungersi con la parte opposta dell'Astico, da dove si dipartiva la pista verso l'Altopiano e verso l'Alta Valle dell'Astico. In epoca romana il passaggio fu probabilmente dotato di passerelle in legno, più volte sostituite nei secoli, in corrispondenza dell'attuale ponte in muratura. Era uno dei punti romani di controllo delle regioni montuose. Qui, forse, legionari e mercanti sostavano prima di affrontare l'insicura e difficile via della Valdastico.
La presenza romana è documentata da numerosi reperti.

### Medioevo
Nel 917 tutto il territorio compreso tra la riva sinistra dell'Astico e quella destra del Brenta, incluso l'Altopiano di Asiago, fu donata dall'imperatore Berengario al vescovo Sibicone di Padova, con l'obbligo di costruire castelli e opere di difesa contro le incursioni degli Ungari. In questo periodo, forse, fu ripristinato e rafforzato il piccolo castro romano esistente.
Chiuppano è citato per la prima volta in un documento del 975 e in uno del 983: una parte del territorio apparteneva ancora al monastero di San Felice di Vicenza.
Agli inizi del XIII secolo Chiuppano divenne comune autonomo con a capo un decano.
A Chiuppano vi fu certamente un castello, del quale non esiste più traccia da tempo, ma il suo ricordo vive ancor oggi nel toponimo "il Castello", dato al colle sul quale esisteva la chiesa dedicata a San Daniele.
Nel secondo decennio del Trecento, Chiuppano fu teatro di scontri fra vicentini e padovani: probabilmente risale a quel periodo, conclusosi col passaggio del territorio vicentino agli Scaligeri, la distruzione del castello che sorgeva sul colle.
Per secoli non mancarono accanite e ripetute discordie con Caltrano per la divisione delle montagne Paù, Zovo, Becco, Beccaria, Anguon. Anche col vicino comune di Carrè la convivenza non fu facile.
Nel 1337, durante la dominazione scaligera, il territorio di Chiuppano fu sottoposto, sotto l'aspetto amministrativo, al Vicariato civile di Thiene e tale rimase sino alla fine del XVIII secolo.

### Epoca moderna
Nel 1404 passò assieme a Vicenza alla Repubblica di Venezia e rimase sotto la Serenissima fino alla sua dissoluzione ad opera di Napoleone nel 1797; durante questo periodo visse una certa stabilità politica, anche se non mancarono carestie e pestilenze.
Il 7 luglio 1423 i rappresentanti delle ville di Caltrano, Chiuppano, Zugliano, Lonedo, Lugo e Calvene si incontrarono con il capitolo generale del Monastero delle Monache di S. Stefano di Padova e rinnovarono l'antico livello dei beni posti nelle medesime ville: tra questi figurano quelli sulle Bregonze, più tardi ceduti al comune di Chiuppano.
In un documento del 1510, fra le ville del vicariato di Thiene figura anche Chiuppano.
Da un documento del primo decennio del XVII secolo, risulta che il comune di Chiuppano possedeva 238 campi, "in parte arativi, vegri, boschivi di bosco basso e montuosi". Nel 1631 e nel 1652 venne eseguito il rilievo topografico del territorio chiuppanese.

### Epoca contemporanea
Durante il periodo napoleonico, fra il 1808 e il 1813, Chiuppano e Carrè divennero frazioni di Piovene. Ottennero l'autonomia nel 1814 sotto il dominio austriaco, ma a tutto vantaggio di Carrè cui Chiuppano rimase legato fino al marzo 1911. Nel 1848 alcuni cittadini di Chiuppano furono presenti tra i difensori di Vicenza.
Nel 1866, come tutto il Veneto, fu annesso al regno d'Italia. Nel 1890 venne benedetta la prima pietra del Lanificio Rossi, completato tre anni dopo: il nuovo stabilimento portò sensibili miglioramenti alle condizioni economiche di centinaia di famiglie. Nel 1907 a Chiuppano e alle sue contrade giunse la luce elettrica offerta da Gaetano Rossi e, un anno dopo, il treno della linea Thiene-Piovene-Asiago.
Nei mesi che precedettero il primo conflitto mondiale, Chiuppano ospitò il 72º e il 79º Reggimento fanteria, che il 25 maggio occuparono il Pasubio. Circa un anno dopo, sotto l'incalzare della Strafexpedition il paese venne sgomberato e la popolazione dovette allontanarsi; ad essa si sostituirono i soldati. Tutto il territorio per giorni fu sottoposto a cannoneggiamenti e distruzioni: ferrovia e depositi furono spesso presi di mira dalle artiglierie nemiche poste ad Arsiero, sul Cimone e sul Cengio.
I profughi poterono tornare il 1º luglio per riprendere la via del profugato nel novembre del 1917, dopo la disfatta di Caporetto, spostandosi verso il Basso Vicentino, la Lombardia, il Piemonte. Le Bregonze vennero fortificate; le truppe inglesi presenti in questa zona ammontavano a oltre 25.000 unità. A guerra finita Chiuppano eresse l'arco del trionfo all'ingresso del cimitero per ricordare i 32 caduti..
Dopo un periodo di sviluppo operoso, giunse la seconda guerra mondiale a portare nuovi lutti e sacrifici: per contrastare la resistenza locale furono numerosi i rastrellamenti subiti, i bombardamenti, i mitragliamenti, gli incendi per rappresaglia, le vittime. Nel febbraio del 1945 invece, trovarono alloggio nelle scuole e nel municipio parecchi soldati della Xª MAS. Particolarmente luttuosi furono gli ultimi giorni di aprile: mentre i tedeschi si ritiravano, cinque giovani chiuppanesi persero la vita in uno scontro a fuoco; altri 16 non tornarono dal fronte.

### Simboli
Lo stemma e il gonfalone sono stati concessi con regio decreto del 16 febbraio 1931.
Lo stemma raffigura una colomba in volo nell'atto di beccare la cima di un monte di verde. La colomba, tradizionale simbolo di pace, rappresenta la convivenza collaborativa degli abitanti e un richiamo alla fede della popolazione, devota alla Vergine, venerata nella chiesetta della Madonna del Sangue di Marola.
Il gonfalone è un drappo di azzurro.

## Monumenti e luoghi d'interesse

### Architetture religiose
Forse già prima del Mille nel territorio esistevano due chiesette legate alla pieve di Caltrano: l'una dedicata a san Michele, sul colle omonimo; l'altra, sul colle del Castello, dedicata a san Daniele martire padovano.
Tenendo conto della distanza e della frequente difficoltà di passare l'Astico, il vescovo di Padova Pietro Marcello nel 1419 rese il territorio di Chiuppano parrocchia autonoma e, come avvenne a moltissime chiese dell'Alto Vicentino, essa fu affidata per quasi tutto il XV secolo a sacerdoti tedeschi.
Nell'ottobre 1488 il vescovo Barozzi consacrò San Michele, la più vicina al paese, che divenne parrocchiale.
Antica chiesa di San Michele Arcangelo
Architettura sobria, ma impreziosita da un bel portale in pietra viva che, secondo alcuni autori, risale all'epoca longobarda. All'interno un prezioso altare cinquecentesco e una statua lignea della Madonna. Di particolare interesse gli affreschi dei due altari, opera di un anonimo discepolo dello Squarcione: quello di destra rappresenta la Madonna col Bambino, san Sebastiano e san Rocco, quello di sinistra il Cristo tra due angeli.
Nel 1988 la chiesa, spogliata e in parte demolita verso la metà degli anni sessanta, è stata totalmente ricondotta allo splendore antico dall'amministrazione comunale, con interventi eseguiti da artisti e artigiani locali.
Chiesa di San Daniele
Nel 1579 fu eretta in pianura — vicino all'edificio che fino alla metà del 1400 era servito come ospizio e che in seguito era stato adibito a canonica — la chiesa di San Daniele, in sostituzione di quella al Castello, piuttosto cadente. Nel 1776 vicino alla nuova chiesa di San Daniele fu costruito il nuovo cimitero.
Nel 1851 la chiesa fu dotata di organo, il primo costruito dalla ditta Zordan di Cogollo. In quegli stessi anni, essendo ormai pericolante il vecchio campanile a pigna realizzato verso la fine del 1500, fu elevata una nuova torre campanaria, portata a termine tra il 1854 e il 1856 ma che si rivelò di scarsa utilità perché troppo lontana, tanto da far nascere l'esigenza di un nuovo campanile. Nel maggio 1893 un concerto dì cinque campane nuove festeggiò la costruzione del campanile attuale.
Chiesa parrocchiale di San Michele Arcangelo
Nel 1930, essendo la popolazione di molto accresciuta, venne decisa la costruzione di una nuova chiesa: la prima pietra fu benedetta nel 1938, ma l'inaugurazione avvenne solo nel 1957. È una chiesa grandiosa, sobria nelle linee, nuda all'interno in cui sono stati posti gli altari della chiesa antica. All'interno è conservato un dipinto di Alessandro Maganza.

### Altri luoghi d'interesse
Antica via Lunga
Abbastanza ben conservata, dà l'idea di come doveva essere l'antico borgo di Chiuppano.
Il "Castello"
Ex torre campanaria dominante il paese.
Le colline delle Bregonze
Partendo dall'antica chiesa di San Michele, una strada panoramica porta sulle Bregonze, fra campi e prati ancora coltivati e secolari boschi di castagni. Vi si trovano la località Marola (a km 3,5), un'osteria e una cappellina dedicata alla Madonna del Sangue; da questo punto più elevato la vista quassù spazia tutto attorno: dalla conca di Arsiero alla Valle dell'Astico, dal Summano al Cimone, all'Altopiano dei Sette Comuni e giù fino alle colline di Salcedo, San Giorgio, Breganze, nelle giornate limpide, tutta la pianura fino ai colli Euganei e i Berici.
Val Vaccara
La zona collinare — sottoposta a vincolo idrogeologico e tutela forestale — è interessante per il reperimento di fossili: nel secondo dopoguerra le estrazioni di lignite hanno portato alla luce reperti di grande importanza, ora conservati all'Università di Ferrara.

## Società

### Evoluzione demografica
Abitanti censiti

## Cultura
Nel capoluogo vi è la Biblioteca civica, che fa parte della rete di biblioteche vicentine "Biblioinrete", insieme alla maggior parte della biblioteche appartenenti alla Rete Bibliotecaria Vicentina.
A Chiuppano vi sono una scuola dell'infanzia (privata paritaria) e una scuola primaria statale.

### Musei
Nel capoluogo vi sono:
- il Museo naturalistico delle Bregonze Archiviato il 3 dicembre 2021 in Internet Archive.
- il Museo della grande guerra Archiviato il 3 dicembre 2021 in Internet Archive.

## Amministrazione
| Periodo | Periodo   | Primo cittadino        | Partito                             | Carica  |
| ------- | --------- | ---------------------- | ----------------------------------- | ------- |
| 1995    | 1999      | Bortolino Enzo Segalla | Lista civica                        | Sindaco |
| 1999    | 2004      | Roberta Tribbia        | Liga Veneta Repubblica              | Sindaco |
| 2004    | 2014      | Giampaolo Maino        | Lista civica                        | Sindaco |
| 2014    | 2024      | Giuseppe Panozzo       | Lista civica "Scelta per Chiuppano" | Sindaco |
| 2024    | in carica | Andrea Segalla         | Lista civica "Crescere Insieme"     | Sindaco |

### Altre informazioni amministrative
Comune costituito nel 1911 con la frazione omonima staccata dal comune di Carrè (Censimento 1901: pop. res. 1940).